# Объект 906Б
Объект 906Б (иногда встречается название «Мечта») — советский опытный ракетный плавающий танк на базе опытного лёгкого танка Объект 906. Разработка Волгоградского тракторного завода. Серийно не производился.

## История создания
В 1960 году в конструкторском бюро Волгоградского тракторного завода был создан опытный лёгкий танк Объект 906, работами руководил И. В. Гавалов. Танк прорабатывался в двух вариантах ПТ-85 (с 85-мм пушкой) и ПТ-90 (с 90-мм пушкой). В 1961—1962 годах были изготовлены шесть опытных образцов ПТ-85, два из которых в 1963 году прошли испытания на полигоне НИИБТ в Кубинке, однако на вооружение машина принята не была.
Параллельно в инициативном порядке завод вёл разработку нового танка, удовлетворявшего тем же характеристикам, но имевшего бы стальную броню вместо алюминиевой. В ходе постройки ходового макета дизель УТД-20 был заменен форсированным 8Д6.

## Описание конструкции

### Броневой корпус и башня
Оба члена экипажа сидели в специальной броневой капсуле внутри башни, что существенно сокращало габариты танка. При этом механик — водитель за счёт планетарного механизма всегда оставался лицом по направлению движения машины вне зависимости от угла поворота башни. Тем не менее, ходовой макет был оснащён неподвижной башней. Пушка танка предназначалась для стрельбы управляемыми ракетами «Рубин» и НУРС «Бур». особенностью танка была чрезвычайно малая высота — 1660 мм в стандартном положении.

### Двигатель и трансмиссия
По проекту, танк должен был быть оборудован дизелем УТД-20, однако в ходе постройки опытного экземпляра он был заменен форсированным 8Д6. Движение на воде осуществлялось за счёт вращения гусениц, при этом при движении на воде выдвигались специальные гидродинамические приспособления, улучшавшие скоростные характеристики. Тем не менее, именно «Объект 906Б» показал бесперспективность такого типа водоходного движителя. Танк был оснащён экспериментальной системой гидропневматической подвески, управляемой механиком-водителем. Она позволяла изменять клиренс со 120 до 400 мм. Макет был оснащён гусеницами и катками «Объекта 906».

### Средства наблюдения
Танк был оборудован телескопическим прицелом неизвестной модели.

### Дополнительное вооружение
В качестве дополнительного вооружения танк был оснащен пулемётом СГМТ.